# Céramique de Jalisco

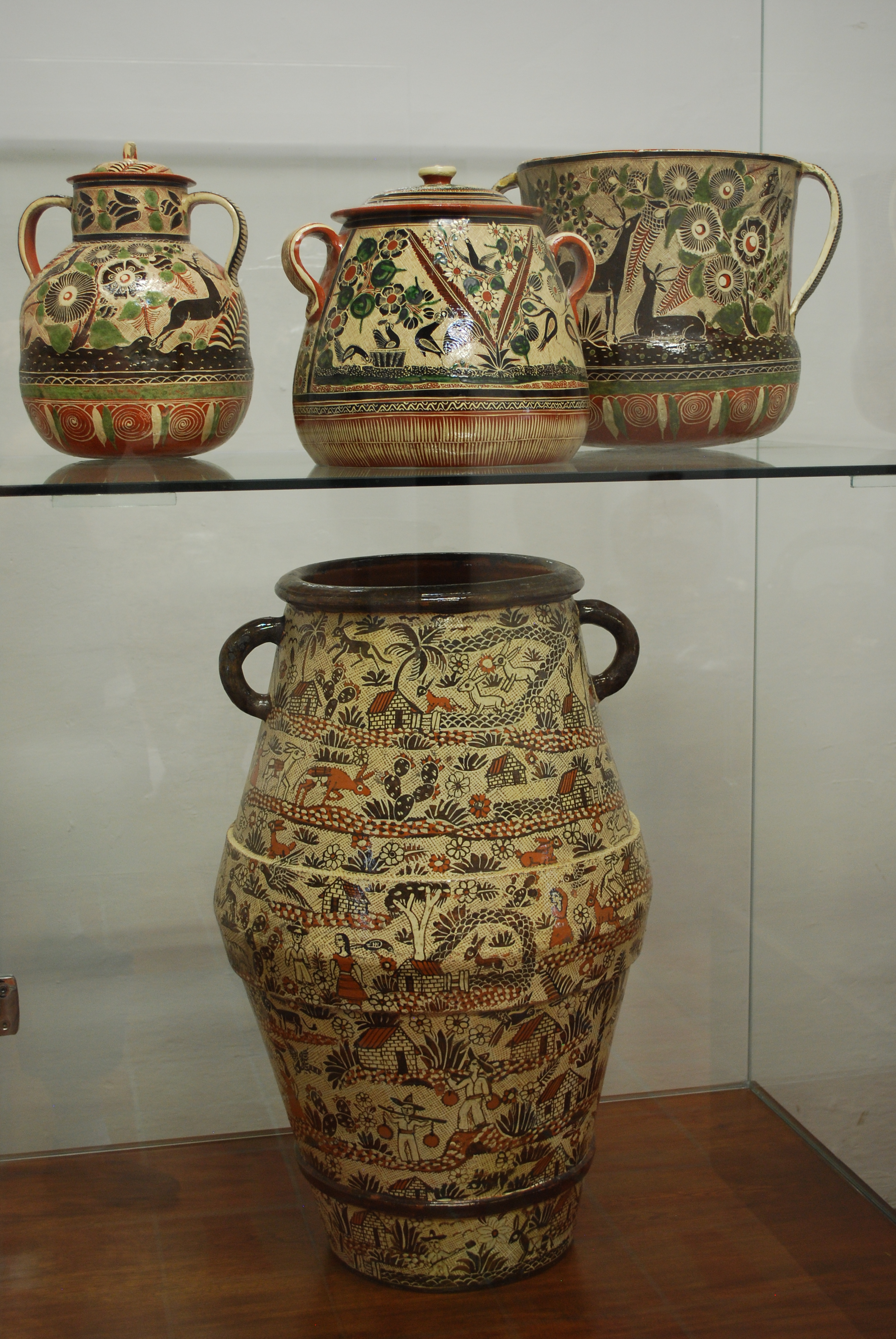
Céramique à feu vif avec des motifs traditionnels au musée régional de la céramique à Tlaquepaque dans l'État de Jalisco.

L'histoire de la céramique de Jalisco, au Mexique, remonte loin dans la période préhispanique, mais la production moderne est le résultat des techniques introduites par les Espagnols pendant la période coloniale et l'introduction de la production à haut feu dans les années 1950 et 1960 par Jorge Wilmot et Ken Edwards. Aujourd'hui, plusieurs types de céramiques traditionnelles comme le bruñido, le canelo et le pétatillo sont encore fabriqués, ainsi que des céramiques à haute température comme le grès, avec des motifs décoratifs traditionnels et non traditionnels. Les deux principaux centres de céramique sont Tlaquepaque et Tonalá, avec une grande variété de produits tels que des ustensiles de cuisine, assiettes, bols, tirelires et de nombreux types de figurines.

## Histoire

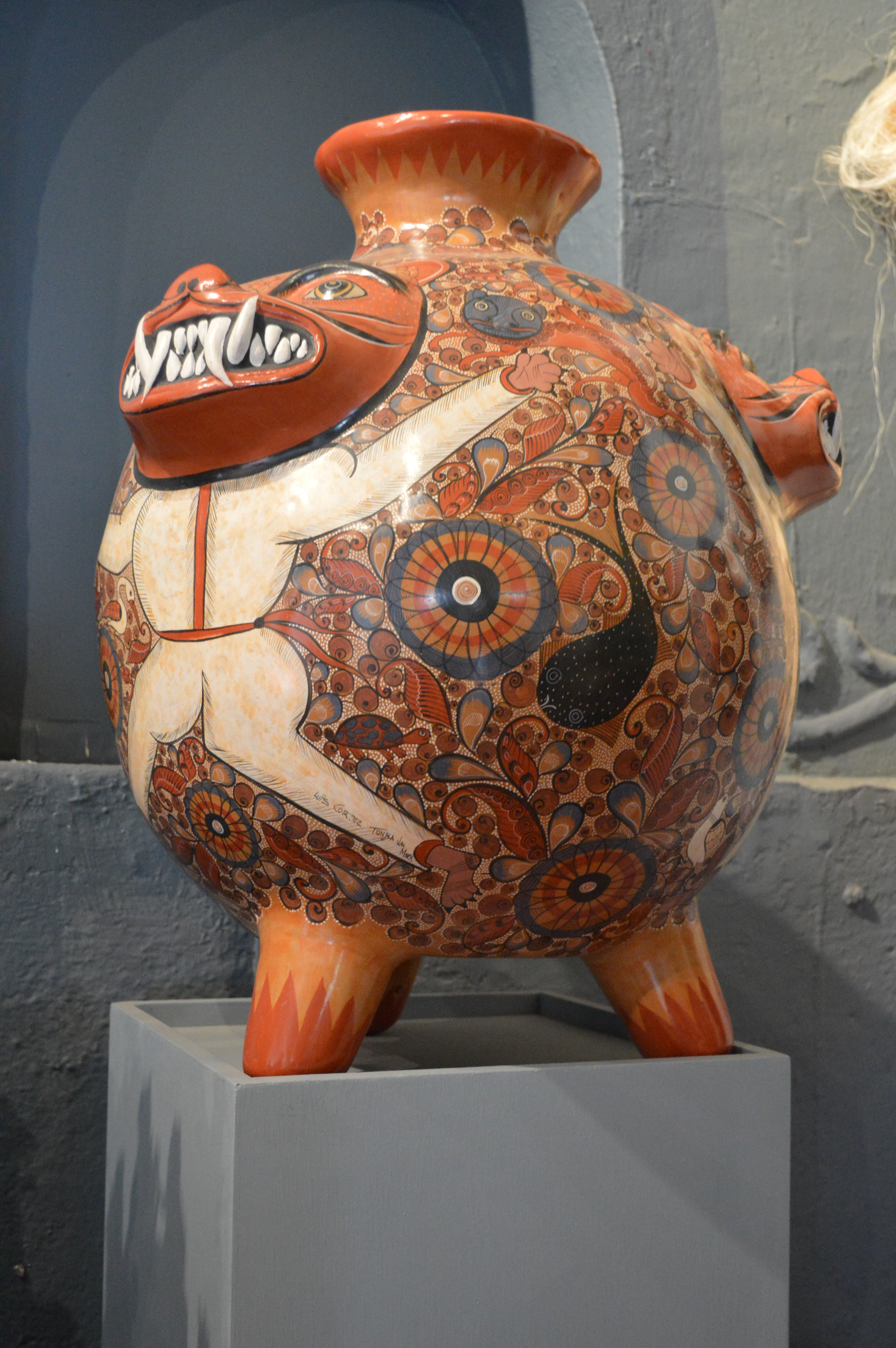
Grand récipient en céramique au Museo Nacional de la Cerámica à Tonalá, dans l'État de Jalisco.

La fabrication de la céramique à Jalisco remonte loin dans l'ère préhispanique. Les premières céramiques de la région sont rugueuses et utilitaires, par exemple pour la cuisine, le transport de l'eau ou le stockage des semences. Certaines d'entre elles sont multicolores, mais le décor s'estompe parce que les pièces ne sont pas cuites après la peinture.
Les Espagnols ont introduit les techniques européennes dans la région, en particulier le tour de potier pour rendre les récipients plus symétriques et le vitrage pour conserver la couleur et donner une finition brillante. Les céramiques introduites par l'Espagne ont été lentement adoptées par la population indigène dans la plus grande partie de la Nouvelle-Espagne, mais à Jalisco, leur adoption est relativement rapide. La demande est élevée, ce qui stimule le développement de l'industrie céramique dans la région de Guadalajara. L'industrie de la céramique est fondée par des moines qui non seulement évangélisent les indigènes, mais leur enseignent aussi des métiers, comme la poterie de style européen. La formation permet de combiner les traditions indigènes, telles que le polissage, avec l'utilisation de lamelles d'argile de haute qualité. Il permet également un style de décoration influencé par des motifs européens, indigènes et orientaux. La tradition de Tonalá devient connue sous le nom de « vaisselle Tonalá », « vaisselle ornementale polie » ou « polychrome de Guadalajara ». Un certain nombre de ces œuvres sont exportées en Europe aux XVIIe et XVIIIe siècles, principalement vers l'Espagne, mais des exemples ont atteint l'Italie et d'autres régions. Cependant, à la fin de la période coloniale, la céramique décline à Tlaquepaque, revenant au XIXe siècle avec des jarres et des crèches. Un élément qui semble luxueux aujourd'hui, mais qui est probablement relativement ordinaire à l'époque coloniale est de grandes baignoires en céramique, richement décorées à l'intérieur et à l'extérieur avec des images telles que Saint Jacques à cheval, le saint patron de la localité, des aigles à double tête et d'autres motifs entourés de motifs végétaux, des fleurs, des lignes épaisses et fines et plus.
Dans les années 1950 et 1960, Jorge Wilmot et Ken Edwards introduisent dans la région de Guadalajara des céramiques plus modernes à feu élevé, en commençant par Tonalá. Ces produits sont cuits à plus de mille degrés, ce qui vitrifie l'argile et élimine le besoin d'émaux à base de plomb. Wilmot garde surtout les motifs traditionnels locaux, bien qu'une certaine influence orientale soit également présente, de même que les procédés de vitrage asiatiques. Il introduit de nouveaux designs avec les techniques,.
Aujourd'hui, les céramiques de Jalisco se distinguent par leur variété, leur décoration unique et leur style varié, reconnus au niveau national et international pour leur qualité,. Jalisco a une tradition de céramique particulièrement forte au Mexique, non seulement pour sa variété, mais comme partie intégrante de la culture. Le barro bruñido (argile bruni) est reconnu comme faisant partie de l'État et, sur le plan international, comme étant typiquement mexicain. À partir des années 1990, le marché de gros de la céramique s'effondre en raison de la surévaluation du peso et de l'ouverture des marchés aux céramiques asiatiques moins chères, notamment en provenance de Chine. Les changements économiques des dernières décennies exercent des pressions sur l'industrie céramique de Jalisco, qui est en concurrence avec les importations asiatiques. Pour aider les potiers de Jalisco à rester compétitifs, le musée régional de la céramique de Tlaquepaque ajoute un centre de design pour former les artisans locaux aux nouvelles conceptions et techniques.
La plupart des ateliers et des autres producteurs de l'état sont encore petits, et seulement quelques-uns sont assez formels pour entreprendre l'exportation. La plupart des artisans de l'État font partie de « l'économie informelle », sans enregistrement officiel du gouvernement, ce qui rend difficile le recensement de l'industrie. Cependant, on estime que l'artisanat en général, dont la céramique est la plus importante, génère environ 80 000 emplois. Certains artisans s'installent dans des marchés spécialisés comme Artesanias Erandi, qui vend des céramiques émaillées peintes à la main, sans plomb, populaires auprès des acheteurs américains pour leur aspect rustique et ethnique. Il s'agit d'un feu élevé, mais il conserve des conceptions traditionnelles.

## Styles de céramiques traditionnels

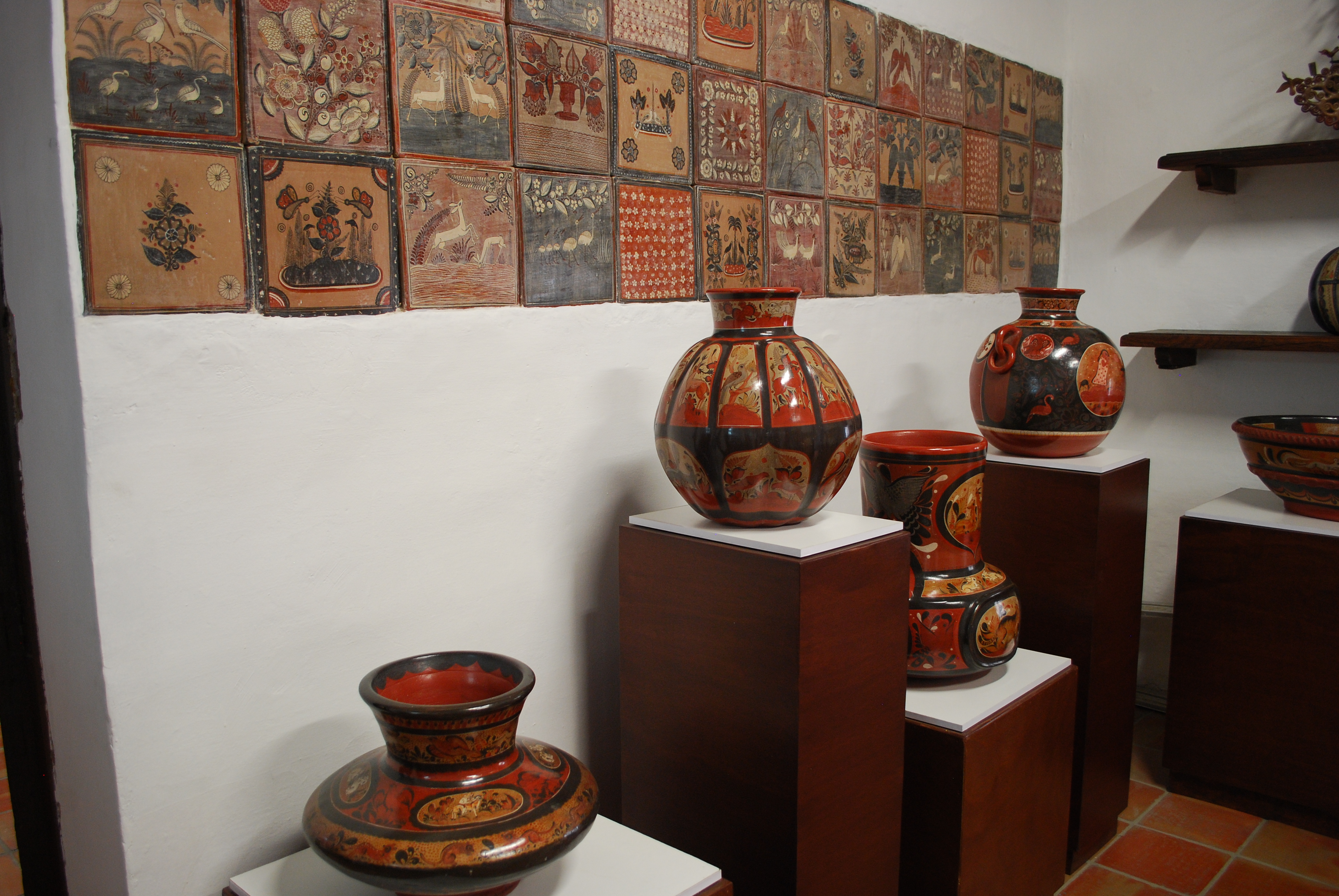
Jarres et carreaux exposés au musée régional de la céramique à Tlaquepaque dans l'état de Jalisco.

Jalisco fabrique une grande variété de céramiques traditionnelles à feu bas et quelques céramiques à feu élevé, allant d'objets bon marché à des productions artistiques. Les deux principales communes productrices de poterie sont Tonalá et Tlaquepaque. Les styles traditionnels de céramique sont le bruñido, le canelo, le petate, le bandera, et le betus. Le plus connu de ces styles est le bruñido, qui se traduit par bruni. Il descend probablement de la polychromie produite dans cette région au XIXe siècle. Le nom vient du fait que ces pièces ne sont pas émaillées, mais qu'elles sont lissées et polies avec une pierre ou une pyrite. Beaucoup de ces pièces sont des cruches à col fin ou des pieds de lampe, souvent décorés d'animaux, tels que des lapins, avec des caractéristiques déformées, leur donnant un aspect surréaliste. Les œuvres sont généralement peintes avec des tons délicats de rose, gris-bleu et blanc sur un fond de couleur café clair, gris clair et parfois vert ou bleu. Chaque pièce est créée individuellement. L'attrait de cette poterie est son apparence, car elle est trop poreuse pour contenir un liquide ou un aliment. Les grandes baignoires épaisses font exception à cette règle, surtout pour le stockage de l'eau ou pour le bain. L'eau stockée dans ce type de récipient prend la saveur de l'argile, ce qui est en fait désiré par beaucoup de gens. Une autre exception est un récipient d'eau avec un gros corps et un long col, avec une tasse en céramique placée à l'envers sur le col. C'est ce qu'on appelle les botellones ou carafes. Une ville spécialisée dans ce domaine est El Rosario, près de Tonalá,. Une variante du bruñido est noir, et il est souvent transformé en bocaux, vases à fleurs, plateaux et crânes pour le Jour des Morts.
Le canelo est un type de bruñido qui tire son nom de la couleur de l'argile cuite, qui est de diverses nuances de cannelle (canela en espagnol). Elle est brunie au saindoux et peinte dans des tons ocres et bruns. Les lignes décoratives sont généralement horizontales avec des épaisseurs différentes et se teintent avec d'autres objets stylisés tels que des feuilles, des vagues et plus encore. Il est populaire et utilisé principalement pour les carafes à eau parce qu'il est bon pour garder le liquide au frais. Il est également utilisé dans la fabrication de casseroles et de récipients de stockage à sec.
Le bandera, qui signifie « drapeau » en espagnol, est ainsi nommé parce qu'il a les couleurs vert, rouge et blanc du drapeau mexicain. Comme, le bruñido, c'est aussi une vaisselle brunie non vernissée. Pour des raisons inconnues, ce style de poterie est très rare. Sa base est une barbotine rouge brunie qui sert de fond à des décorations florales peintes dessus. Les motifs sont délimités par un vert dérivé du cuivre, puis remplis d'un blanc de kaolin. Ces trois couleurs figurent également sur le drapeau mexicain, ce qui donne son nom au style céramique. Ce n'est pas un type commun de poterie, mais la plupart de ce qui est produit est de haute qualité, souvent dans des pots de stockage de style romain et des conteneurs de stockage d'eau avec un long col.
La poterie petate ou pétatillo se distingue par un fond jaune pâle rempli de hachures croisées, qui ressemble à un tapis de palmier tissé, appelé petate,. Selon José Berabe (en), l'argile petate démarre lorsque deux potiers du nom de Magdaleno Goldívar et José Cervantes décident remplir l'arrière-plan d'une fine hachure. La famille Bernabé commence à expérimenter ce style décoratif vers 1840. Il nécessite de l'argile blanche très fine afin de créer une surface de peinture très lisse. Le motif principal sur les hachures est généralement peint en noir et parfois en vert. Il s'agit notamment d'images de plantes et d'animaux, en particulier de cerfs, de lapins, d'aigles, de coqs et de cygnes,. Plus les hachures sont serrées, plus la pièce est fine. Ce type de poterie est utilisé pour la fabrication de tasses à chocolat chaud, de plateaux, de grands bols et de certaines figures animales et humaines. Cette vaisselle est peinte avant d'être cuite à neuf cents degrès pendant cinq ou six heures, émaillée, puis cuite à nouveau. La céramique ainsi obtenue résiste à des températures allant jusqu'à trois mille degrès. Le travail de décoration en fait l'une des céramiques mexicaines les plus chères et c'est pour cette raison qu'on la trouve le plus souvent sur de grands plateaux relativement plats. Une urne géante de ce style peut prendre jusqu'à trois ans à se réaliser,,. Les deux maîtres les plus célèbres de ce type de poterie sont Pedro Chávez et José Bernabé, et leurs familles continuent à les faire,.
La poterie betus se caractérise par des couleurs vibrantes qui donnent à la céramique un aspect fantaisiste. Ce style tire son nom de l'huile bêta dans laquelle la terre cuite est immergée avant d'être cuite. L'huile, qui est faite d'une résine extraite de pins, donne à la poterie peinte un éclat brillant.
Un objet peu commun est appelé engregado. Ces objets ont un vernis spécial qui les rend utiles pour la cuisson, le vernis agissant comme une couche de téflon qui empêche les aliments de glisser lorsqu'ils sont chauffés.

## Cuisson à feu vif
La vaisselle cuite à feu vif de Jalisco est l'une des meilleures du pays. La céramique à haut feu, y compris le grès, est introduite à Jalisco par Jorge Wilmot et Ken Edwards dans les années 1950 et 1960, faisant de Tonalá la première et principale productrice de ce type de céramique au Mexique. Cette production est considérée comme se trouvant entre la céramique industrielle et la céramique artisanale traditionnelle. Elles sont cuites à plus de 1 100 °C, ce qui permet à l'argile de se vitrifier et de former une surface non poreuse,,. La principale différence entre les styles Wilmot et Edwards est que Wilmot conserve les styles décoratifs traditionnels de la région, mettant l'accent sur des images de soleils, d'oiseaux, d'aigles, de lions et de fleurs. Il fonde également une nouvelle école de production de céramique qui existe encore aujourd'hui, utilisant un fond gris-vert traditionnel avec des images faites de petits points, souvent d'aigles à double tête, de lions et de soleils multicolores. Les céramiques d'Edwards ont un fond bleu-gris et des décorations délicates d'influence orientale. Les ateliers des deux traditions créent des bols, des bocaux, des pots, des vases à fleurs et des pièces décoratives élaborées telles que des figurines de poissons, des miniatures à celles mesurant 50 centimètres.
Wilmot crée le Premio Nacional de la Cerámica en 1977 avec deux catégories, la céramique traditionnelle et la céramique contemporaine. Au cours des vingt dernières années, de nouvelles catégories sont ajoutées. En 1997, un musée consacré aux lauréats est inauguré sous le nom de Museo del Premio Nacional de la Cerámica Pantaleón Panduro, du nom d'un célèbre artisan. Le musée ne présente pas seulement les pièces gagnantes, il montre aussi le succès que les potiers de Jalisco ont en Europe et dans d'autres endroits dans le monde.

Parmi les grands ateliers de céramique à haut feu, on trouve aujourd'hui Netzi, dont les bols ont un émail gris à l'intérieur et dont l'extérieur est revêtu d'un jaune texturé, semblable au liège, ce qui lui vaut le nom de « corcho ». L'atelier de Noé Suro réalise des sphères décoratives en bleu cobalt dans un style moderne. Le grès est produit par El Palomar et quelques autres usines à Tlaquepaque. Une autre vaisselle à feu vif est de type kaolin blanc, produite par des usines telles que Loza Fina et Cerámica Contemporánea Suro. Cette dernière est une entreprise familiale qui s'adresse aux chefs, aux designers, aux architectes et aux artistes. L'atelier fabrique principalement de la vaisselle de toutes les formes et de toutes les tailles, mais aussi des articles tels que des lampes et des pièces de décoration. Les pièces sont généralement fabriquées sur commande à partir de dessins pré-approuvés par le client. Les commandes varient de la taille d'un service pour quatre à celle de l'ensemble des plats pour les restaurants. Bon nombre de leurs clients achètent des marchandises en vrac, bien qu'il n'y ait pas de minimum.

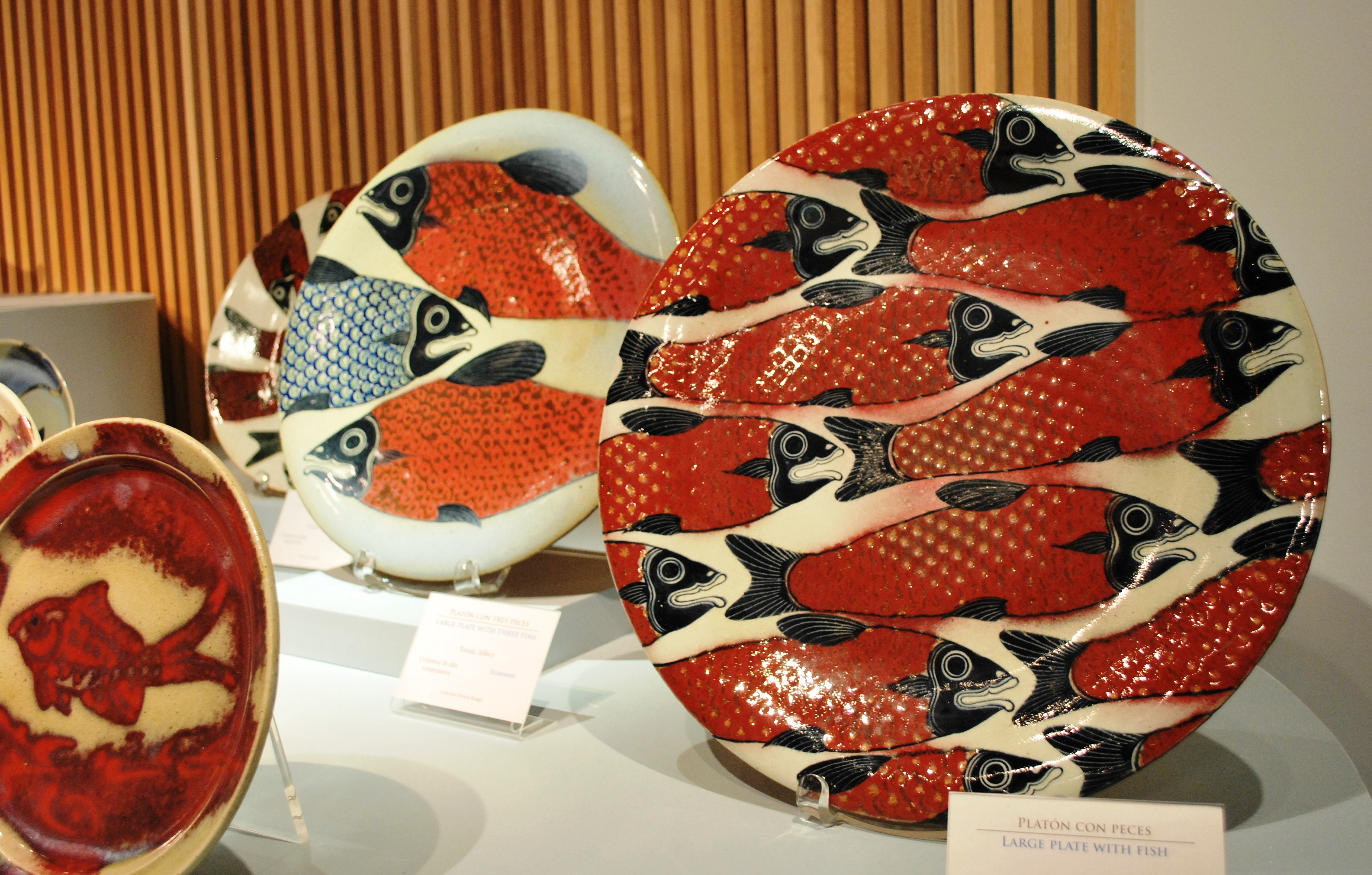
Plats en grès exposées à l'exposition Jorge Wilmot au Museo de Arte Popular à Mexico.

## Tonalá

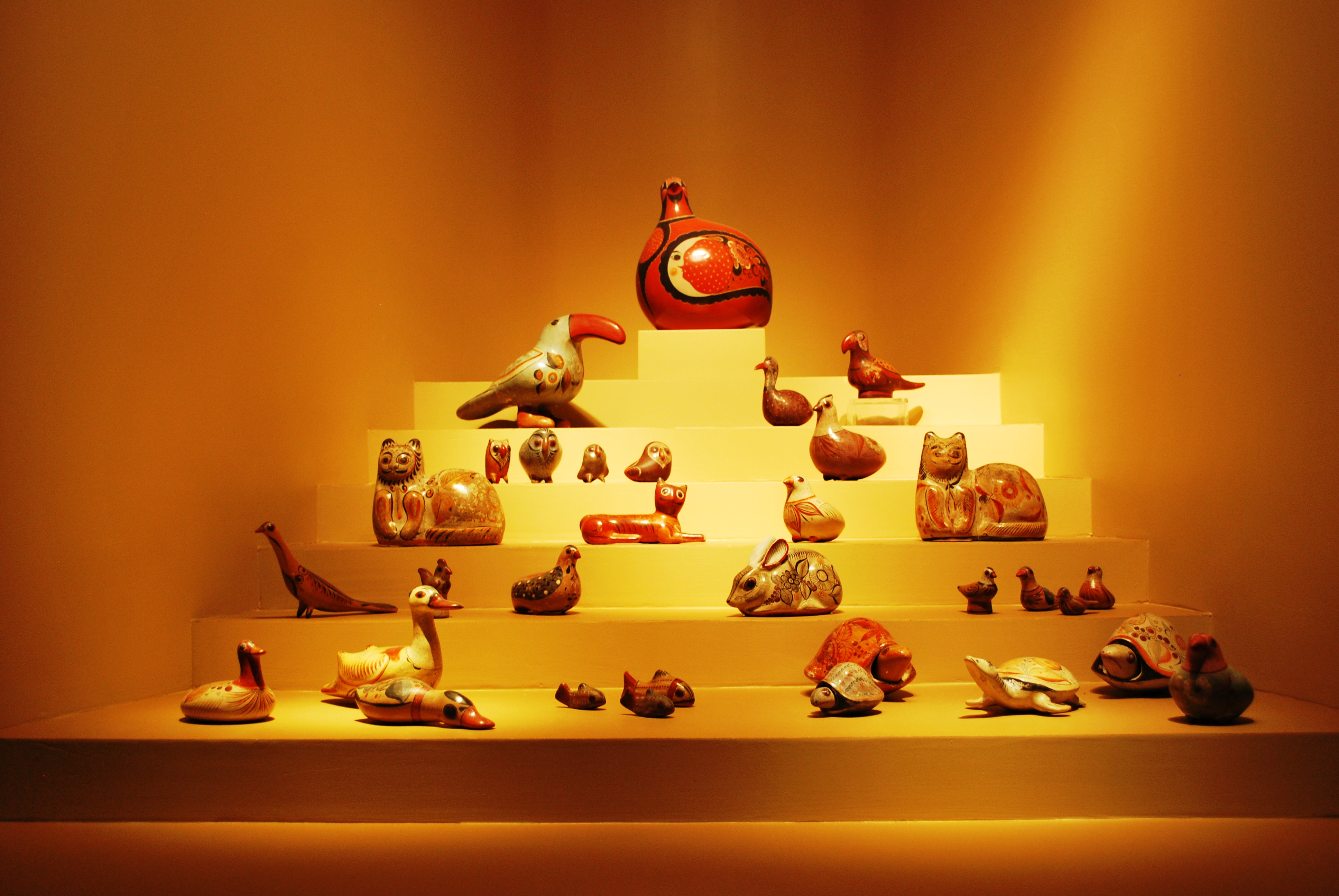
Figurines animales en céramique de Tonalá.

Tlaquepaque et Tonalá sont les principaux centres de céramique de Jalisco avec une reconnaissance internationale pour leurs techniques et leurs styles décoratifs, la céramique à haut feu étant leur production la plus importante,. La meilleure argile de Jalisco se trouve dans les régions de Tonalá et Tlaquepaque, en particulier dans la communauté El Rosario. Cette argile est si fine que les œuvres qui en résultent sont semblables à de la porcelaine.
Tonalá est reconnu depuis longtemps comme un centre de céramique au Mexique. Les rues sont remplies d'ateliers d'artisans et de trottoirs qui vendent des poteries et des pièces de grès. Les détails décoratifs sont l'une des choses qui distinguent la vaisselle Tonalá. Deux éléments, le nahual et le « flor de Tonalá » (fleur de Tonalá) sont communs. Un nahual est un métamorphe ou chaman préhispanique, souvent dessiné comme un chat souriant. La fleur de Tonalá est apparue pour la première fois dans le design de la poterie au début du XXe siècle. Sa forme distinctive est un centre ovale avec des pétales arrondis qui forment un motif festonné. Ces éléments peuvent apparaître dans tous les types de poterie qui sont produits. Les jours de marché, jeudi et dimanche, sont une bonne occasion de voir une grande variété de céramiques de la région, toutes réparties dans les rues du centre-ville. Bien qu'il existe une grande variété de figurines, d'ustensiles et d'objets décoratifs, ce n'est pas tout ce qui est produit. De nombreux fabricants vendent leurs produits par d'autres canaux. Pour trouver les meilleures pièces, il faut visiter les ateliers et les usines.
Tonalá est connue pour son « barro de olor » (argile aromatique ) parce que les pièces qui en sont fabriquées transmettent son odeur et sa saveur aux récipients d'eau, en particulier les pièces bruñido, qui sont aussi une céramique importante pour la ville. Un type courant de bruñido ou de canelo est celui des figurines animales, en particulier les chats en poses orientales, fabriquées par moulage. Les canards, les poissons, les toucans, les hiboux, les hiboux, les poulets et les colombes sont d'autres animaux courants. Une autre céramique courante est une sorte de tirelire, avec des plateaux et des assiettes, souvent décorés de motifs végétaux. La famille Jimón est l'une des familles les plus connues de Tonalá dans le domaine de la poterie brunie. Un autre article populaire sont les tirelires qui sont peintes en couleurs vives et émaillées. Les céramiques à haut feu produites à Tonalá comprennent une série de marmites qui s'emboîtent les unes dans les autres.
La ville accueille chaque année un concours de céramique appelé Concurso Nacional de la Cerámica Tonallan. En 2011, la bourse totale s'élève à 585 000 pesos et est attribuée à trente-deux lauréats provenant de quatorze États différents du Mexique. La municipalité abrite le Museo Nacional de la Cerámica (Musée national de la céramique), que le directeur Prudencio Guzman Rodriguez considère comme un lien entre la tradition de Tonalá et les personnes intéressées par la recherche de notre tradition. Créé en 1986, le musée possède une collection de mille pièces allant des objets préhispaniques aux lauréats contemporains. L'institution voit le jour lorsqu'un conseil d'administration composé d'artisans et d'hommes d'affaires locaux et des sculpteurs Jorge Wilmot et Ken Edwards trouvent un moyen de promouvoir la tradition céramique dans la région. De nombreux artefacts sont prêtés par l'Instituto Nacional Indigenista (Institut national indigène), et un certain nombre sont donnés par Wilmot. Les autres pièces sont lauréates du Certamen Estatal de la Cerámica (concours étatal de céramique). Malheureusement, au milieu des années 1990, le musée doit fermer ses portes en raison du manque de fonds et d'entretien. La municipalité intervient et il rouvre ses portes en 1996. La collection contient des œuvres créées par certains des artisans les plus renommés de la région et sont des styles les plus typiques de Tonalá tels que bruñido, bandera, pétatillo et canelo. Les artistes et artisans représentés sont Salvador Vásquez, Juan Antonio Mateo, Gerónimo Ramos, Nicasio Pajarito, Candelario Medrano, Jorge Wilmot et Ken Edwards.
Près de Tonalá se trouvent les petites communautés de Salatitlán, El Rosario et Tateposco qui sont aussi des centres de céramique. Salatitlán est connu pour ses sifflets d'argile formés par des moules en forme de figures humaines et animales. El Rosario produit du barro canelo mais surtout des miniatures et des jouets tels que des ustensiles de cuisine miniatures. Un autre récipient de liquide populaire dans la région de Tonala est le tinaja, une cruche avec une poignée au sommet et un petit bec verseur. A Santa Cruz de la Huerta, près de Tonalá, on se spécialise dans les tuyaux de drainage en argile, quelques jouets et sifflets en forme d'animaux. La plupart de ces produits sont vendus sur les marchés publics. Une exception à cette règle est l'œuvre de Candelario Medrano, qui réalise des sculptures curieuses, parfois grotesques. Dans son atelier, on trouve des bateaux à double pont, des églises avec des personnages miniatures et des animaux tels que des lions, des coqs et des hiboux aux visages humains sauvages. Il s'agit généralement de grandes pièces, fabriquées en partie à l'aide de moules et en partie à la main, puis peintes dans des acryliques vives et contrastées.

## Tlaquepaque

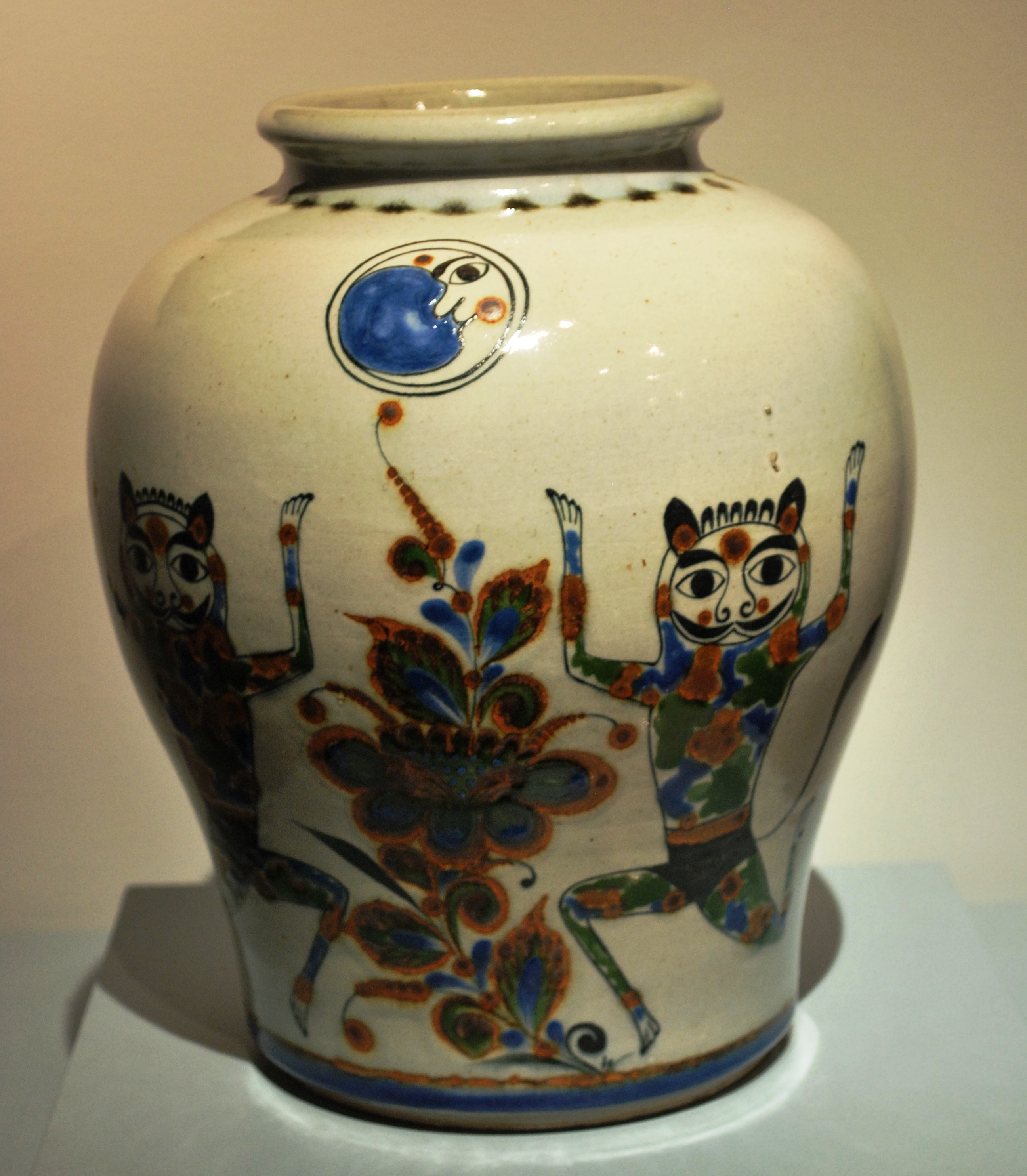
Vase en grès avec nahuals de Jalisco.

Tlaquepaque vient du nom Tlacapan, qui se traduit en gros par « les hommes qui font des ustensiles en argile avec leurs mains ». L'industrie de la céramique est basée sur sept types d'argile différents qui se trouvent dans la région. Une grande partie de la meilleure céramique de Tlaquepaque est vendue dans les différentes galeries qui sont dans le centre-ville avec d'autres métiers de la région.
L'une des spécialités est la fabrication de figurines humaines, appelées « tipos populares », qui mesurent entre dix et vingt-cinq centimètres de hauteur. Ces œuvres comprennent les agriculteurs, les cavaliers, les vendeurs de fruits, les laitiers, les pêcheurs, les ivrognes et les enfants qui jouent. D'autres personnages comprennent des créatures appelées « duendes » (lutins) et des décors pour les crèches de la Nativité. Les têtes, les pieds et les mains sont créés à l'aide de moules, mais les corps sont fabriqués à la main, souvent avec des détails élaborés, et peints de différentes couleurs. La signification principale de beaucoup de ces pièces est qu'elles représentent le Mexique du XIXe siècle. Une autre série d'œuvres comprend tous les présidents du Mexique, complets ou sous forme de buste. La plupart d'entre eux mesurent environ douze centimètres. L'atelier le plus célèbre est celui de la famille Panduro, qui conserve un ensemble de moules du XIXe siècle. La famille Carranza fabrique également des figurines, mais se base sur des cadres en fil de fer, qui sont ensuite recouverts de petites boules d'argile. Ces pièces concernent généralement les fêtes populaires telles que les corridas de taureaux, les jaripeos (en) et les charreadas ainsi que les crèches de Noël.
Environ 2 000 artisans tels que José Garcia Quinones à Tlaquepaque préservent la tradition de faire des crèches et autres figurines en argile. Ces crèches peuvent être fantaisistes avec des animaux non traditionnels comme les lions et les girafes et même le diable peut apparaître. Garcia Quinones gagne des prix pour son travail depuis qu'il est jeune et chaque année depuis trente ans vend ses produits à Mexico. Comme d'autres potiers, les pièces sont fabriquées dans un atelier artisanal où tous les membres de la famille contribuent à la création. Un autre potier, Justino Estuvier, qui a plus de 70 ans, exporte ses produits en Espagne. Mais cet aspect de l'industrie céramique s'estompe dans la commune avec beaucoup moins de potiers qu'autrefois. Les artisans ordinaires s'y battent pour survivre contre la prolifération du plastique et des céramiques moins chères en provenance d'Asie. Une crèche artisanale se vend en moyenne 350 pesos au Mexique, alors qu'une crèche produite en série, moins chère, se vend 160 pesos.
Il y a à Tlaquepaque des potiers spécialisés dans le portrait de personnages célèbres en argile, dont les présidents du XIXe siècle, Porfiro Díaz et Benito Juárez. Le portrait de Díaz par Pantaleón Panduro est si bon que le président lui-même propose d'envoyer l'artisan en Italie pour étudier, mais Panduro refuse. Le Museo del Premio Nacional de la Ceramica Pantaleon Panduro porte son nom, consacré à l'exposition de pièces du Concurso Nacional de la Cerámica Tonallan et d'autres concours. Il est le seul du genre au Mexique, consacré à tous les différents types de céramiques produites dans le pays. Les œuvres sont organisées par technique, origine et type de prix remportés,.
Le musée régional de la céramique de Tlaquepaque est géré par l'Instituto de la Artesanía Jalisciense et le gouvernement de Jalisco. Il est fondé en 1954 par l'Instituto Nacional Indigenista et l'INAH. En 2011, le musée reçoit en prêt permanent deux mille pièces de la collection de la Commission nationale pour le développement des peuples indigènes pour exposition. Cet accord s'inscrit dans le cadre de la mission du musée de mettre l'accent sur l'artisanat et l'art des peuples autochtones.

## Autres centres de céramique
Une autre région connue pour ses céramiques est Sayula depuis le XIXe siècle. L'une des caractéristiques distinctives est une tonalité bleue qui n'est reproduite nulle part ailleurs dans l'état. L'œuvre de Sayula atteint son apogée au XIXe siècle. Mais depuis lors, la tradition de la céramique y est presque complètement perdue. La céramique de Sayula de type majolique qui utilise une fine argile blanche. À son apogée, le travail est recherché par les propriétaires d'haciendas et le clergé. Les couleurs d'arrière-plan sont appliquées par glissement et sont traditionnellement de trois couleurs, le blanc, le bleu et le rose, les deux dernières étant peu communes dans la poterie de majolique. Les éléments décoratifs sont presque toujours des motifs floraux et/ou végétatifs et géométriques simples. Occasionnellement, des figurines telles que des humains et des animaux apparaissent. Une grande partie de cette céramique se trouve sous forme de récipients et de tuiles, avec des tuiles trouvées sur les maisons et les églises de la région de Sayula. Ils peuvent également être vus au monastère de Santa María de Gracia à Guadalajara et les tuiles sur la cathédrale de la ville sont également censées venir de Sayula. La majeure partie de la production de cette région est anonyme, mais certains artisans se distinguent, comme Epigmenio Vargas et Isidro Real. On pense que la majeure partie de la production de la région se termine avec la construction des chemins de fer, qui soumettent la céramique à la concurrence.
Santa Cruz de las Huertas est près de Guadalajara et est connue pour ses jouets. Les tirelires traditionnelles d'ici sont noires ainsi qu'un certain nombre de personnages tels que des artistes de cirque. D'autres articles comprennent des sifflets multicolores en barro betus qui sont généralement vendus à la douzaine. L'artisan le plus connu d'ici est Candelario Medrano, qui fonde un style de céramique suivi par les artisans de la région. Beaucoup des figurines produites ici sont grandes, multicolores et souvent de créatures fantastiques telles que des lions avec des visages de soleil. D'autres ensembles de jouets incluent des églises, des kiosques et des représentations de l'arche de Noé. Cette communauté produit également des masques en céramique utilisés pour la danse traditionnelle « Tastoanes » de la communauté.